# Домашнє насильство в Росії
Домашнє насильство в Росії — форма насильства, в рамках сімейних і інтимних відносин. Хоча домашнє насильство часто описується між партнерами саме в контексті інтимних відносин, воно також може включати інші випадки побутового насильства, такого як насильство у відношенні до дитини, дитини стосовно батьків або насильство між братами і сестрами в одній сім'ї.
Явище має тривалу історію і досліджується з даної теми в рамках психології, юриспруденції, досліджень в області захисту демографії, громадського порядку. Законодавчі зміни в 2017 році декриміналізували деякі випадки насильства в сім'ї.

## Причини виникнення

### Алкоголь
Вживання алкоголю часто стає фактором домашнього насильства в Росії.
У статті, опублікованій в Journal of Family Violence (1997), зазначено, що серед чоловіків, які вчинили вбивство дружини, 60-75 % злочинців вживали алкоголь до інциденту (за даними на 1991 рік).
Під час опитування, проведеного Державним науково-дослідним інститутом сім'ї та виховання Російської академії освіти, 29 % осіб, які відповіли на запитання «Чому в знайомих вам сім'ях б'ють дітей?», Вказали, що насильство відбувалося п'яними і алкоголіками.
Ілляшенко, старший науковий співробітник Всеросійського науково-дослідного інституту МВС Росії, в своєму дослідженні (опублікованому в 2003 р. і заснованому на матеріалах, що були отримані в Центрально-чорноземний район Росії) вказав на те, що серед чинників «насильницької злочинності в родині найголовнішу роль відіграє пияцтво»: на момент скоєння відповідного злочину переважна більшість злочинців (76,5 %) характеризувалося «досить частим вживанням спиртних напоїв».
Крім того, згідно з тим же дослідженням, в зв'язку з вживанням алкоголю приблизно кожен п'ятий злочинець (22,2 %) побував в медичному витверезнику, дві п'ятих (40,4 %) періодично страждали від алкогольних запоїв, майже стільки ж (36,0 %) страждало хронічним алкоголізмом. Найчастіше злочинці зловживали спиртними напоями протягом декількох років, проте заходи з лікування алкоголізму та профілактики злочинів або не приймалися, або виявилися неефективними.

### Низький рівень освіти
Ілляшенко в уже згаданому дослідженні зазначив, що до насильницьких злочинів проти членів сім'ї більш схильні особи з низьким рівнем освіти і культури. Дослідник вважає, що це не випадково: на його думку, таким більш властиві «егоїстичні інстинкти, відсутність критичної оцінки власної поведінки, вузький кругозір, примітивні і грубі потреби і інтереси, культ грубої фізичної сили, нехтування морально-культурними нормами, нестриманість емоцій, грубість, безпринципність».
Дослідник вказує на те, що більш високий рівень освіти дозволяє знайти інший шлях вирішення сімейного конфлікту, чи примирення, розлучення або інше.
Дослідник відзначає, що, як правило, «злочинці з низьким рівнем освіти скоюють злочини, причиною яких виступають в основному правомірні дії потерпілого». Навпаки, у випадку, коли злочинець має високий рівень освіти, причиною стають «неправомірні або антисоціальні дії» його жертви.

### Низький соціальний статус
Згідно з висновками, отриманими Ілляшенко, коли мова йде про насильницькі злочини проти члена сім'ї, злочинець в переважній більшості має низький соціальний статус: робітники, пенсіонери і ніде не працюють і не вчаться, що склало 92,0 %.

### Наявність психічної аномалії
При розгляді осіб, які вчинили насильницькі злочини проти члена сім'ї, виявилося, що майже у половини з них (48,5 %) була та чи інша психічна аномалія: 2,2 % страждали від шизофренії, 0,7 % — від епілепсії, 8,1 % — від психопатії, 0,7 % — від олігофренії, 34,6 % — від хронічного алкоголізму, 3,7 % — від наркоманії. Крім того, 7,3 % злочинців мали органічне ураження головного мозку різного генезису, 4,4 % — залишкові явища черепномозкових травм, 4,4 % — алкогольні психози, 6,6 % — інші психічні аномалії. Нерідко у злочинців одночасно виявлялося кілька видів психічних відхилень.

### Низький рівень життя
Переважна більшість осіб, винних у злочині проти члена сім'ї (88,1 %), на момент його вчинення мали низький рівень життя.

### Інші фактори
У 2008 р. генерал-майор МВС Росії Артамошкин в числі основних причин домашнього насильства, крім зловживання алкоголем і низьких доходів, назвав «низький моральний рівень», в багатих сім'ях — ревнощі і жадібність. Крім того, він вказав на зникнення багатьох стримуючих факторів після розпаду Радянського Союзу.

## Загальносвітова статистика
Згідно з дослідженням американської некомерційної організації «The Center for Health and Gender Equity» від 1999 р. загальносвітова статистика така що, відсоток жінок, які повідомили, що піддавалися фізичному насиллю з боку інтимного партнера, варіюється від 10 % до 69 % в залежності від країни.
Існує велика кількість міжкультурних доказів того, що жінки піддаються домашньому насильству значно частіше, ніж чоловіки. Крім того, існує широкий консенсус щодо того, що жінки частіше піддаються жорстоким формам насильства і мають більше шансів отримати травму від партнера-насильника, і це посилюється економічною або соціальною залежністю.

## Статистика по Росії

### Дані про загибель 14 000 жінок
Обговорення законопроекту про домашнє насильство супроводжується неодноразовими посиланнями на те, що щорічно в Росії від рук своїх чоловіків (варіант: від рук коханців, чоловіків і співмешканців) гине 14 000 жінок.
Цей статистичний показник (14 000 осіб) в 1999 році був присутній в п'ятій періодичній доповіді Російської Федерації, представленому в Комітет ООН з ліквідації дискримінації щодо жінок. Цю ж цифру (з формулюванням: «від рук чоловіків або інших близьких») озвучив у 2008 р. генерал-лейтенант МВС Михайло Артамошкин. Її ж повідомила в 2013 р. радіостанція Бі-бі-сі з посиланням на російське МВС.
Близько цифри згадують інші джерела. Агентство Reuters в 2013 р. повідомило про те, що, за непідтвердженим даними, приблизно 10 000-14 000 жінок щорічно вмирають від рук свою партнера або близького родича. Того ж року «РІА Новини», посилаючись на МВС РФ, повідомило про щорічне число жертв серед жінок: «12 000 гинуть в результаті домашнього насильства щороку: одна жінка кожні 40 хвилин». Ту ж цифру (12 000 жінок) опублікувало в 2015 р. МЗС Великої Британії.

### Дані МВС за 2015—2019 роки
Ці цифри були піддані критиці сенатором Оленою Мізуліною, яка, виступаючи в Раді Федерації в 2017 р. і посилаючись на дані МВС Росії, оприлюднила набагато нижчі показники: всього за 2015 рік у результаті насильства в сім'ї вбито 1060 чоловік, із них 756 чоловіків і 304 жінки.
Під час слухань у Громадській палаті Російської Федерації 30 жовтня 2019 р. були, з посиланням на МВС, оприлюднені і інші цифри: в 2018 р. при сімейно-побутових конфліктах були вбиті 253 жінки, а загалом за останнє десятиліття цей показник склав біля 300 чоловік щорічно.
Дані по числу жінок, загиблих в сімейно-побутових конфліктах з 2015 р. до 2018 р., з посиланням на МВС РФ, в грудні 2019 р. опублікував «Московський комсомолець».

### Дані Росстату
За даними Росстату, чисельність осіб, потерпілих у злочинах, зв'язаних з насильницькими діями щодо члена сім'ї, в 2017 р. склала, з розділом на статі, 25,7 тисяч жінок і 10,4 тисяч чоловіків.

### Дані, опубліковані з посиланням на Росстат
У липні 2019 р. Радіо Свобода з посиланням на Росстат повідомило, що в 2016 р. кількість постраждалих від домашнього насильства жінок склало 16 мільйонів, причому в 40 % випадків злочини скоювалися в сім'ї. Подібну інформацію публікували і російські ЗМІ. Зокрема, газета «Известия» в 2018 р. процитували правозахисницю Олену Попову, яка повідомила: «За опитуваннями Росстату, від домашнього насильства за 2016 рік постраждали 16 млн жінок».
Попова неодноразово, посилаючись на Росстат, приводила такі дані, проте на громадських слуханнях в Громадській палаті Російської Федерації спливла інша версія походження цієї цифри: вона взята з опитування, проведеного в 2011 р. на замовлення Фонду народонаселення ООН. При цьому в опитуванні розглядалося не тільки фізичне та сексуальне насильство: поряд з ними були присутні і психологічне, і навіть вербальне.

### Інші дані
У прес-релізі 2003 р. Amnesty International стверджувала, що кожен день 36 000 жінок в Російській Федерації піддавалися побиттю з боку своїх чоловіків або партнерів. У статті, опублікованій в Journal of Interpersonal Violence за 2008 р. про домашнє насильство серед російських студентів, було встановлено, що «Високі показники поширеності були виявлені для всіх видів насильства, агресії і [сексуального] примусу. Відповідно до попередніх досліджень, учні чоловічої і жіночої статі з однаковою ймовірністю стають жертвами і виконавцями всіх насильницьких і агресивних дій».
За даними Human Rights Watch, від побутового насильства страждає кожна четверта російська сім'я. У 2017 р. щоденному насильству в домашніх умовах було піддано 36 000 жінок і 26 000 дітей.